# Аргентино-бразильские отношения
Аргентино-бразильские отношения — двусторонние дипломатические отношения между Аргентиной и Бразилией. Протяжённость государственной границы между странами составляет 1263 км.

## История
После обретения независимости Аргентина и Бразилия унаследовали ряд нерешенных территориальных споров колониальных держав. С 1825 года по 1828 год страны находились в состоянии войны, окончившейся признанием Бразилией независимости Уругвая. В течение 19-го и 20-го веков между странами были натянутые отношения, однако боевых действий не наблюдалось. В 1980-х годах бразильский экономический подъём привёл в том числе и к расширению связей с Аргентиной. В 1990-х годах высокий объём торговли и миграции между Аргентиной и Бразилией сформировал ещё более тесные связи, особенно после создания Меркосур.
Сегодня стратегические отношения между Аргентиной и Бразилией находятся на очень высоком уровне. Внешняя политика Аргентины делает особый акцент на развитие стратегического альянса с Бразилией во всех его аспектах. Для внешней политики Бразилии отношения с Аргентиной являются абсолютным приоритетом.